# Princeza Meresank
Meresank ("ona voli život") je bila princeza drevnog Egipta, a živjela je tijekom 4. dinastije. Bila je kćer princa Kanefera, unuka faraona Snofrua, nećakinja faraona Kufua i sestrična kraljice Meresank II. Bila je sestra Kauaba i Kanefera Mlađeg.